# Jezioro Czarne Dolne
Jezioro Czarne Dolne – jezioro w woj. pomorskim, w pow. kwidzyńskim, w gminie Gardeja w pobliżu wsi Czarne Małe, leżące na terenie Pojezierza Łasińskiego.
Jezioro jest położone na zachód od jeziora Czarnego.

## Dane morfometryczne
Powierzchnia zwierciadła wody według różnych źródeł wynosi od 15,0 ha przez 16,8 ha do 21,4 ha.
Zwierciadło wody położone jest na wysokości 87,3 m n.p.m. Średnia głębokość jeziora wynosi 1,8 m, natomiast głębokość maksymalna 3,3 m lub 8 m.
W oparciu o badania przeprowadzone w 1997 roku wody jeziora zaliczono do wód pozaklasowych.

## Hydronimia
Według urzędowego spisu opracowanego przez Komisję Nazw Miejscowości i Obiektów Fizjograficznych (KNMiOF) nazwa tego jeziora to Jezioro Czarne Dolne. W różnych publikacjach i na mapach topograficznych jezioro to występuje pod nazwą Czarne Małe.